# 劉聲木
劉聲木（1876年—1959年），原名體信、字述之，字十枝。清朝安徽廬江人。
四川總督劉秉璋第三子。刘体智之兄。自幼好學不倦，好藏書。光緒年間，分省補用知府，歷官山東、湖南學務。辛亥革命後，寓居上海。1950年任上海文史馆馆员。1959年去世。劉聲木本人深受《四庫全書總目提要》的影響，隨筆多提及《提要》內容，其本人對清朝文治武功是肯定的，因此清朝滅亡後，甘為遺民。著有《萇楚齋隨筆》、《桐城文學淵源考》、《桐城文學撰述考》。